# Czatkowiella
Czatkowiella – rodzaj długoszyjego archozauromorfa żyjącego pod koniec wczesnego triasu na terenach współczesnej Europy. Został opisany w 2009 roku przez Magdalenę Borsuk-Białynicką i Susan E. Evans w oparciu o niemal kompletną prawą kość szczękową (ZPAL RV/100) odkrytą na stanowisku Czatkowice 1 w Czatkowicach (obecnie osiedle w Krzeszowicach). Oprócz holotypu odnaleziono również szczątki co najmniej kilku innych osobników. Wiek osadów krasowych, z których wydobyto skamieniałości, datuje się na początek późnego oleneku.
Pod względem budowy Czatkowiella przypomina wczesne archozauromorfy, zwłaszcza klasyfikowane tradycyjnie w grupie Prolacertiformes (prawdopodobnie parafiletycznej), od których różni się trójgłowymi żebrami niektórych przednich kręgów tułowiowych – w odróżnieniu od lepidozauromorfów z grupy Kuehneosauridae żebra te nie były przymocowane do zakończeń wydłużonych wyrostków poprzecznych. Kręgi szyjne były wydłużone – ich długość dwukrotnie przekraczała wysokość. Kość ramienna miała prawdopodobnie 10–30 mm długości; cechowała się ona obecnością foramen entepicondylare, co odróżnia ją od kości ramiennych innych archozauromorfów. Z tego względu Ezcurra i in. (2014) sugerują, że kości ramienne przypisywane do Czatkowiella mogą należeć do gadów niebędących archozauromorfami (zwłaszcza, że ze stanowiska w Czatkowicach znane są również skamieniałości przedstawicieli innych grup gadów). Czaszka mierzy przeciętnie około 40 mm długości, jednak odnaleziono zarówno bardzo małe, jak i bardzo duże żuchwy, co dowodzi występowania stosunkowo dużej zmienności, którą autorki uznały za wewnątrzgatunkową. U dorosłych zwierząt w żuchwie znajdowało się prawdopodobnie 20–30 zębów. Uzębienie nie było tekodontyczne, co – w połączeniu z brakiem okna przedoczodołowego – wyklucza przynależność czatkowielli do kladu Archosauriformes. Według analiz filogenetycznych przeprowadzonych przez Borsuk-Białynicką i Evans Czatkowiella jest najbliżej spokrewniona z Protorosaurus – klad obejmujący te rodzaje znajduje się u podstawy drzewa filogenetycznego archozauromorfów i nie jest blisko spokrewniony z innymi taksonami zaliczanymi tradycyjnie do Prolacertiformes, takimi jak Prolacerta, Tanystropheus, Langobardisaurus i Macrocnemus.
Nazwa rodzajowa Czatkowiella odnosi się do stanowiska Czatkowice 1, gdzie odnaleziono skamieniałości tego archozauromorfa. Nazwa gatunkowa gatunku typowego, harae, honoruje Ewę Harę z Instytutu Paleobiologii im. Romana Kozłowskiego PAN, która była odpowiedzialna za preparację większości szczątków odkrytych w Czatkowicach.